# Операція «Таке № 1»
Операція Таке № 1 — японська конвойна операція часів Другої світової війни, проведена навесні 1944-го.

## Мета операції та учасники
У лютому 1944-го півторарічна кампанія у Меланезії завершилась потраплянням в блокаду головної японської передової бази у Рабаулі і того ж місяця створена ще до війни головна база японського флоту в Океанії на атолі Трук (центральна частина Каролінських островів) була розгромлена унаслідок рейду американського авіаносного з'єднання. З урахуванням нових обставин японське командування почало вибудовувати нову лінію оборони, яка б проходила через Маріанські острови, Палау (західна частина Каролінського архіпелагу) та захід Нової Гвінеї. У межах цих зусиль вирішили перекинути з Китаю дві піхотні дивізії загальною чисельністю близько 30 тисяч військовослужбовців — 35-ту для підсилення новогвінейських гарнізонів острова Біак та порту Голландія (наразі Джаяпура) та 32-гу на філіппінський острів Мінданао.
Сформований поблизу Шанхаю конвой «Таке № 1» («Таке Ічі») включив транспорти:
- «Аден-Мару», «Тазіма-Мару» (Tazima Maru), «Йозан-Мару» та «Бразіл-Мару», що взяли на борт 35-ту піхотну дивізію (без одного піхотного полку, відправленого на Палау) для доставки її до Манокварі (база на північно-східному завершенні новогвінейського півострова Чендравасіх, на схід від якої лежать Біак та Голландія);
- «Амацусан-Мару» (також відоме як «Тенсінзан-Мару»), «Казуура-Мару», «Йошида-Мару № 1» (Yoshida Maru No. 1) та «Міцукі-Мару» що прийняли на борт 32-ту піхотну дивізію;
- «Тейкай-Мару», «Канан-Мару», «Фукуйо-Мару», «Маншу-Мару», «Тейко-Мару», «Вельс-Мару» та «Ункай-Мару № 12», які мали скористатись можливістю пройти під гарною охороною до Маніли.
Для ескорту конвою виділили мінний загороджувач «Ширатака», есмінці «Асакадзе», «Сірацую», «Фуджінамі» та «Курі», кайбокани (фрегати) «Курахасі», CD-20, CD-22, тральщик W-22 та мисливці за підводними човнами CH-37 і CH-38. Також у супроводі брали участь канонерські човни «Удзі» (Uji), «Атака» та переобладнаний тральщик «Тама-Мару № 7».

## Перший перехід
21 квітня 1944-го конвой полишив район Шанхаю та попрямував на південь. 25 квітня сили охорони незначно зменшились, оскільки фрегат CD-22 відокремився та попрямував до Такао (наразі Гаосюн на Тайвані).
Найнебезпечнішою ділянкою маршруту міг бути район Лусонської протоки, що був вузловим для головної траси між Південно-Східною Азією та Японією, а тому тут постійно діяли американські підводні човни (в американському флоті цей район отримав особливу назву «Конвой коллідж»). На світанку 26 квітня «Таке № 1» дійсно перехопила субмарина USS Jack, яка провела три атаки за даними радара та випустила в підсумку 18 торпед. Від двох до чотирьох торпед уразили «Йошида-Мару № 1», що мало на борту близько 3200 військовослужбовців 210-го піхотного полку. Судно розломилось навпіл та швидко затонуло, при цьому загинуло близько 2700 пасажирів та 61 член екіпажу.
28 квітня 1944-го конвой досягнув Маніли.

## Другий перехід
Можливо відзначити, що вже 22 квітня 1944-го союзники почали операцію захоплення порту Голландія, так що підсилити його гарнізон в межах операції «Таке № 1» не було жодної можливості. Мало того, щоб уникнути розгрому конвою з військами на кшталт подій битви в морі Бісмарка, японське командування вирішило змінити кінцевий пункт призначення з Манокварі на острів Хальмахера (північна частина Молуккського архіпелагу), звідки планувалось доправити підкріплення на Нову Гвінею малими конвоями та/або малими суднами, які б не привернули особливої уваги ворожих штабів.
Іншою великою зміною у плані було рішення доставити 32-гу дивізію не на Мінданао, а на той самий острів Хальмахера. З огляду на загибель «Йошида-Мару № 1» судно «Тейкай-Мару» отримало наказ не залишатись у Манілі, а продовжити рух далі. Також є відомості, що провели певні зміни у завантаженні — якщо первісно «Амацусан-Мару» вийшло з Шанхаю з 3420 військовослужбовцями на борту, то на переході до острова Хальмахера на ньому перебувало лише дві сотні військовослужбовців.
1 травня 1944-го вісім транспортів «Таке № 1» вийшли з Маніли, при цьому певний час разом з ними також прямував танкер «Ямбі-Мару» («Янбі-Мару»). Охорону загону тепер здійснювали мінний загороджувач «Ширатака», есмінці «Асакадзе», «Сірацую» та «Фуджінамі», мисливець за підводними човнами CH-38, а також нові кораблі ескорту — патрульні кораблі PB-102 та PB-104 і переобладнаний сітьовий загороджувач «Корей-Мару». Є відомості, що «Асакадзе» далі відокремився для участі в ескортуванні конвою MAMI-09, що 5—9 травня пройшов з Маніли до центру нафтовидобутку Мірі на північному узбережжі острова Борнео.
6 травня 1944-го «Таке № 1» перебував уже в південно-західній частині моря Сулавесі. За годину по опівдні він був атакований американською субмариною USS Gurnard, яка дала два триторпедні залпи та змогла уразити три транспорти — «Тазіма-Мару», «Аден-Мару» та «Амацусан-Мару». Хоча на «Тазіма-Мару» перебував 2701 військовослужбовець, проте разом з судном загинули лише 58 з них, а також 12 членів екіпажу. Що стосується «Аден-Мару», то з цим транспортом загинуло 499 військовослужбовців та 16 членів екіпажу.
Кораблі ескорту скинули 98 глибинних бомб, проте не змогли уразити субмарину. Після того, як конвой залишив місце атаки, USS Gurnard сплив на поверхню та виявив «Амацусан-Мару», яке горіло, проте все ще знаходилось на плаву. По японському судну випустили кілька снарядів із палубної гармати, але це не дало швидких результатів. Тоді субмарина добила «Амацусан-Мару» торпедою. У підсумку на цьому японському судні загинуло 95 військовослужбовців.
Інші кораблі «Таке № 1» досягнули 8 травня 1944-го якірної стоянки Бангка біля північно-східного завершення острова Сулавесі та невдовзі рушили далі на схід. За кілька годин по опівдні PB-102 скинув три глибинні бомби по ймовірному місцю перебування ворожого підводного човна. 9 травня загін прибув до затоки Кау, що глибоко вдається у острів Хальмахера з північної сторони.
Можливо також відзначити, що всі 5 транспортів зі складу «Таке № 1», які досягнули затоки Кау, 13 травня полишили її в конвої до Маніли.
Хоча людські втрати на другому етапі операції були істотно менші, аніж на першому, проте в підсумку і 35-та, і 32-га дивізії втратили більшість своєї артилерії. Надалі 35-ту дивізію дійсно змогли перекинути на півострів Чендравасіх (зокрема, до Соронгу на його північно-західному завершенні) і сюди ж доправили з Палау її третій піхотний полк, після чого деякі її підрозділи взяли участь у битві за Біак, де американці висадились наприкінці травня 1944-го. 32-га дивізія залишилась на острові Хальмахера та взяла участь у битві за сусідній острів Моротай, що почалась у вересні 1944-го.